# Бензвален
Бензвале́н — поліциклічний вуглеводень складу С6H6. Речовина має неприємний запах і помірно стійка лише у твердій фазі.
Аналогічно до призману, структура бензвалену спершу постала як один з варіантів будови бензену (мала назву «структура Хюккеля»), а сама речовина була синтезована значно пізніше.

## Отримання
Вперше бензвален було отримано за допомогою реакції ізомеризації бензену — при його опромінюванні ультрафіолетом. Проте кількість отримуваного за цим методом продукту є вкрай малою. Так, при 254 нм квантовий вихід реакції у циклогексані становить 0,18, а в циклодекані — 0,020.
У 1971 році американські хіміки Катц та Ектон винайшли синтетичний спросіб отримання — реакцію у диметиловому етері за температури -45 °C  між метиллітієм, дихлорометаном та циклопентадієном. Теоретично із розчину вдалося би виділити чистий бензвален із виходом 24 %, однак науковці відмовилися від такої ідеї через високу вибухонезпечність речовини, натомість отримавши її у розчині із виходом 29 % (при виході у 6,9 % побічного продукту — бензену).

## Властивості
Бензвален зазнає ізомеризації (фотолізу) при його опромінюванні ультрафіолетом. В ході фотохімічних реакцій, при розриві двох зв'язків у триатомному циклі, із бензвалену можливе утворення фульвену. При розриві одного з таких зв'язків можливе утворення і п'ятичленного циклічного інтермедіату префульвену.
Було встановлено, що при довжині хвилі у 254 нм в середовищі азоту утворюється суміш бензену і фульвену. Якщо ж реакцію проводити у розчині вуглеводнів, то продуктом реакції буде бензен із низьким виходом.